# Choristodera
Choristodera је изумрли ред дијапсидних гмизаваца који је живео у периоду од средње Јуре, или можда касног Тријаса, најраније до доњегМиоцена . Именовао га је Едвард Коуп 1884. године.   Фосили представника овог реда пронађени су у Северној Америци, Азији и Европи, а непотврђени налази потичу и из Северне Африке  и са Тимора.  Најчешћи фосили су старости од касне Креде до раног Еоцена.  
Кладистичке анализе су поставиле овај ред између базалних дијапсида и базалних Archosauromorpha; међутим, тачан филогенетски положај Choristodera још увек није са сигурношћу утврђен. 